# 韩天耀
韩天耀（1915年6月13日—1992年），男，山西阳曲人，生于北京，中国金融家、政治人物，曾任中国人民银行天津市分行副行长，天津市人大常委会副主任。